# Evans Cheruiyot
Evans Cheruiyot (Keiyo; 10 de mayo de 1982) es un deportista keniano especialista en carreras de fondo, ganador de la maratón de Chicago en 2008 en un tiempo de 2:06:25.
Cheruiyot también ganó la medalla de bronce en el Campeonato Mundial de Carrera en Ruta de 2007 celebrado en Údine, Italia, siendo superado por el eritreo Zersenay Tadesse (oro) y el también keniano Patrick Makau Musyoki (plata).